# Angela Jones
Angela Jones 	(Greensburg, Pennsilvània, Estats Units, 23 de desembre de 1968) és una actriu estatunidenca.
Va néixer a Greensburg, Pennsilvània, i va créixer a Jeannette, Pennsilvània, on es va graduar el 1986 en la Point Park University de Pittsburgh.
Quentin Tarantino va descobrir el seu talent en el curtmetratge Curdled (1991), dirigit per Reb Braddock, en va quedar impressionat amb la seva actuació i va voler comptar amb ella per Pulp Fiction (1994).
En la popular Pulp Fiction va fer el paper de Esmarelda Villalobos, la conductora colombiana del taxi que recull a Butch Coolidge (Bruce Willis), el boxador.

## Filmografia
Les seves pel·lícules més destacades són:
- Terrorgram (1988): Biker Bitch
- Curdled (1991): Gabriela Ponce
- Strapped (1993) (telefilm): Dona a l'hospital
- Hidden Fears (1993): Morena a la furgoneta
- Pulp Fiction (1994): Esmarelda Villalobos
- ER: Michelle (un episodi, "Motherhood", 1995)
- Curdled (1996): Gabriela
- Underworld (1996): Janette
- Morella (1997): Dr. Patricia Morella/Sarah Lynden
- Back to Even (1998): Kim
- Children of the Corn V: Fields of Terror  (1998): Charlotte
- Pariah (1998): Angela
- Man on the Moon (1999): Hooker
- Shasta McNasty: Rosana (un episodi, "The Menace from Venice", 1999)
- Fixations (1999): Julia
- Family Secrets (2001)
- House at the End of the Drive (2006): Felicia
- The Caper (2007): Natalie Rider